# Мисс мира 1975
Мисс Мира 1975 (англ. Miss World 1975) — 25-й ежегодный конкурс красоты, проходивший 20 ноября 1975 года в Альберт-холле, Лондон, Великобритания. В конкурсе участвовали 54 девушки. Победила Вильнелия Мерсед, представлявшая Пуэрто-Рико.

## Результаты

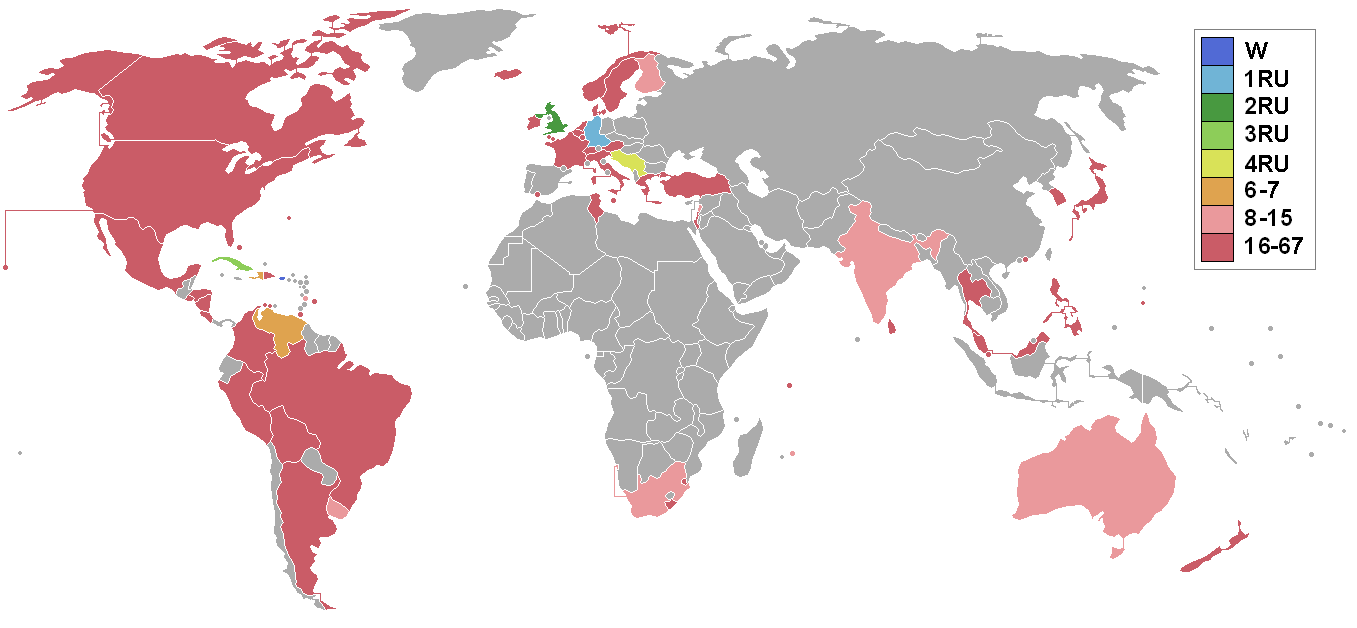
Страны-участницы конкурса «Мисс Мира» — 1975 года

| Финальный результат | Участницы |
| Мисс Мира 1975      | - Пуэрто-Рико — Вильнелия Мерсед |
| 1-я Вице Мисс       | - Германия — Marina Langner |
| 2-я Вице Мисс       | - Великобритания — Vicki Harris |
| 3-я Вице Мисс       | - Куба — Maricela Maxie Clark |
| 4-я Вице Мисс       | - Югославия — Lidija Velkovska |
| 5-я Вице Мисс       | - Гаити — Joelle Apollon |
| 6-я Вице Мисс       | - Венесуэла — María Conchita Alonso |
| Полуфиналистки      | - Австралия — Anne Davidson - Финляндия — Leena Kaarina Vainio - Индия — Anjana Sood - Ливан — Ramona Keram - Маврикий — Mariella Tse-Sik-Sun - Сент-Люсия — Sophia St Omer - ЮАР — Rhoda Rademeyer - Уругвай — Carmen Abal |

### Special awards
| Награда             | Участницы                         |
| Мисс Личность       | - Сингапур — Maggie Siew Teen Sim |
| Мисс фотогеничность | - Свазиленд — Vinah Thembi Mamba  |

## Участницы
| - ЮАР — Lydia Gloria Johnstone - Аргентина — Lilian Noemí De Asti - Нидерландские Антильские острова — Cynthia Marlene Bruin - Австралия — Anne Davidson - Австрия — Rosemarie Holzschuh - Багамские Острова — Ava Marilyn Burke - Барбадос — Peta Hazel Greaves - Бельгия — Christine Delmelle - Бермуды — Donna Louise Wright - Боливия — María Mónica Guardia - Бразилия — Zaida Souza Costa - Канада — Normande Jacques - Колумбия — Amanda Amaya Correa - Коста-Рика — María Mayela Bolaños Ugalde - Куба — Maricela Clark - Нидерландские Антильские острова — Elvira Nelly Maria Bakker - Дания — Pia Isa Lauridsen - Доминиканская Республика — Carmen Rosa Arredondo Pou - Сальвадор — Ana Stella Comas Durán - Финляндия — Leena Kaarina Vainio - Франция — Софи Перен - Германия — Marina Langner - Гибралтар — Lillian Anne Lara - Греция — Bella Adamopoulou - Гуам — Dora Ann Quintanilla Camacho - Гернси — Carol Dawn Le Billon - Гаити — Joelle Apollon - Нидерланды — Barbara Ann Neefs - Гондурас — Etelinda Mejía Velásquez - Гонконг — Teresa Chu Tsui-Kuen - Исландия — Halldóra Björk Jónsdóttir - Индия — Anjana Sood - Ирландия — Elaine Rosemary O'Hara - Израиль — Atida Mor | - Италия — Vanna Bortolini - Япония — Chiharu Fujiwara - Джерси — Susan Maxwell de Gruchy - Республика Корея — Lee Sung-hee - Ливан — Ramona Karam - Люксембург — Marie Thérèse Manderschied - Малайзия — Fauziah Haron - Мальта — Marie Grace (Mary) Ciantar - Маврикий — Marielle Tse Sik-Sun - Мексика — Blanca Patricia López Esparza - Новая Зеландия — Janet Andrea Nugent - Никарагуа — María Auxiliadora Mantilla - Норвегия — Sissel Gulbrandsen - Перу — Mary Orfanides Canakis - Филиппины — Suzanne Gonzalez - Пуэрто-Рико — Wilnelia Merced - Сент-Люсия — Sophia St. Omer - Сейшельские Острова — Amelie Lydia Michel - Сингапур — Maggie Siew Teen Sim - ЮАР — Rhoda Rademeyer - Шри-Ланка — Angela Seneviratne - Свазиленд — Vinah Thembi Mamba - Швеция — Agneta Catharina Magnusson - Швейцария — Franziska Angst - Таиланд — Raevadee Pattamaphong - Тринидад и Тобаго — Donna Sandra Dalrymple - Тунис — Monia Dida - Турция — Harika Degirmenci - Великобритания — Vicki Ann Harris - Уругвай — Carmen Abal - США — Annelise Ilschenko - Венесуэла — María Concepción Alonso Bustillo - Югославия — Lidija Velkovska |

## Заметки

### Дебют
- Кюрасао, Сальвадор, Гаити, Сент-Люсия и Свазиленд соревновались в конкурсе впервые.

### Вернулись
- Куба последний раз участвовала в 1955 году.
- Боливия и Уругвай последний раз участвовали в 1965 году.
- Тринидад и Тобаго последний раз участвовали в 1971 году.
- Исландия, Люксембург, Маврикий, Перу, Сейшельские острова и Турция последний раз участвовали в 1973 году.

### Отказались и не участвовали
- Испания отказалась участвовать в конкурсе, так как скончался правитель Испании — Франсиско Франко. Умер утром в день финала конкурса.